# مؤسسة الفلم الإيراني
مؤسسة الفيلم الإيراني هي مؤسسة خيرية غير مسجلة في المملكة المتحدة وغير سياسية، مهمتها تعزيز والحفاظ على التاريخ السينمائي للناطقين باللغة الفارسية. اختصاص المؤسسة محدد ولا يتعلق إلا بالتاريخ السينمائي وتاريخ التلفزيون والصور المتحركة. تشمل المؤسسة أفلام أواخر القرن التاسع عشر وحتى يومنا هذا.
تحقق المؤسسة أهدافها من خلال تنظيم ودعم المحاضرات والفعاليات والمؤتمرات الثقافية لأمناء الأرشيف، والإشراف على المطبوعات وتنظيم أعمال المتاحف.
تُموّل المؤسسة من خلال مساهمات الأمناء والرعاة عن طريق مختلف أنشطة جمع الأموال. لا تقبل المؤسسة الدعم المالي من أي حكومة أو منظمات شبه حكومية أو مجموعات التأثير.

## تاريخ
ساهم منظمو المؤسسة في صناعة السينما الإيرانية خلال السنوات العشر الماضية قبل التأسيس الرسمي للمجموعة.
قبل التسجيل الرسمي للمنظمة ، عمل منظمو المؤسسة على تصوير العديد من الأفلام الوثائقية الفنية والمساهمة في نشرها باللغتين الإنجليزية والفارسية .
قدمت المؤسسة أيضًا بعض كتالوجتها إلى المنظمات الكبيرة الموجودة في أوروبا لنشر لقطات أرشيفية تاريخية في عام 2014 ، ولا سيما سلسلة تاريخ إيران الحديث في جامعات المملكة المتحدة.
في عام 2015 ، ساهم أعضاء لجنة الصور المتحركة في مهرجان برلين السينمائي بدعم توزيع التصوير السينمائي الإيراني من خلال صفقات الدفع مقابل الوصول للمواد.